# 알비레
알비레(아랍어: البيرة)는 팔레스타인 자치 정부 요르단강 서안 지구의 도시이다. 라말라알비레주에 속해 있으며, 라말라와 인접하고, 예루살렘의 북쪽 15km에 있다. 인구는 38,802명(2006년)이다. 면적은 22.4 km2이다.
팔레스타인 해방기구의 본부가 위치해있다.